# アンソニー・ペレニーズ
アンソニー・ペレニーズ（Anthony Perenise、1982年10月18日 - ）は、サモアのラグビーユニオン選手。

## プロフィール
- ニュージーランド・ポルリア出身[1]。
- ポジションはプロップ(PR)。
- 身長 182cm、体重 118kg
- サモア代表キャップは57（2025年4月現在）でワールドカップ2011・2015のサモア代表に選ばれた[2]。

## 略歴
ウェリントン、ハリケーンズ、ハイランダーズ、ホークスベイ、バース、ブリストル、バース、ルーアンを経て、2020年、USセーノイズに加入。